# Виша (Зубово-Полянський район)
Ви́ша (рос. Выша, ерз. Выша) — село у складі Зубово-Полянського району Мордовії, Росія. Адміністративний центр Вишинського сільського поселення.
У період 1940-2001 років село мало статус селища міського типу.
Населення — 614 осіб (2010; 768 у 2002).